# Свечана песма
Свечана песма је композиција предложена за химну ФНР Југославије на седници Социјалистичког савеза радног народа Југославије 1959. године.
Текст химне је написала југословенска песникиња Мира Алечковић, док је за мелодију узето раније дело Новој Југославији (1946) славног композитора Николе Херцигоње. Химна је, иако званично предложена, због притајеног противљења руководства хрватског Савеза комуниста одбијена. Као привремено решење задржана је, до 1988. године незванично, панславистичка песма Хеј, Словени.
Био је у питању и последњи покушај промене државне химне, мада се о истом расправљало, како на већањима савезних и републичких ССРН-а и СК-а, тако и у другим органима власти, често ненадлежним за питања државнога знамења.

## Текст
Ми дигосмо главе под небом тамним,

Смели се проби глас,

Сад циљу великом, делима славним,

Слобода понесе нас.

Југославијо, борба те родила,

О Jугославијо, народ те славио,

Љубав те, земљо наша, напојила,

Буди поносна, Jугославијо.

О расти нам земљо, сну слободара,

Име ти носимо свуд,

Ти бољи живот нама си дала,

Братству си утрла пут.

Југославијо, борба те родила,

О Jугославијо, народ те славио,

Љубав те, земљо наша, напојила,

Буди поносна, Jугославијо.